# A30 (Kasachstan)
Die A30 ist eine Fernstraße in Kasachstan, im Westen des Landes. Die Straße ist eine Ost-West-Route von Oral zur Grenze zu Russland nach Izbek.

## Straßenbeschreibung
Die A30 beginnt bei der Stadt Oral an der transkontinentalen M32 und endet an der Grenze zu Russland bei Izbek. Sie bietet indirekten Zugang zum R335 nach Orenburg. Die Route verläuft parallel zum Fluss Ural, an der Grenze zwischen Europa und Asien. Die A30 führt auf der asiatischen Seite des Flusses. Das Gebiet besteht aus kultivierter Steppe. Es gibt ein paar Orte auf der Route.

## Geschichte
Die A30 wurde im Jahr 2011 umgezeichnet und ersetzt die R335 aus Zeiten der Sowjetunion, die damals von Oral nach Orenburg lief. Über die Hälfte der Strecke kam nach 1991 zu Kasachstan.

## Großstädte an der Autobahn
- Oral
- Fedorovka
- Borili